# Magnum in parvo: Uma filosofia em compêndio

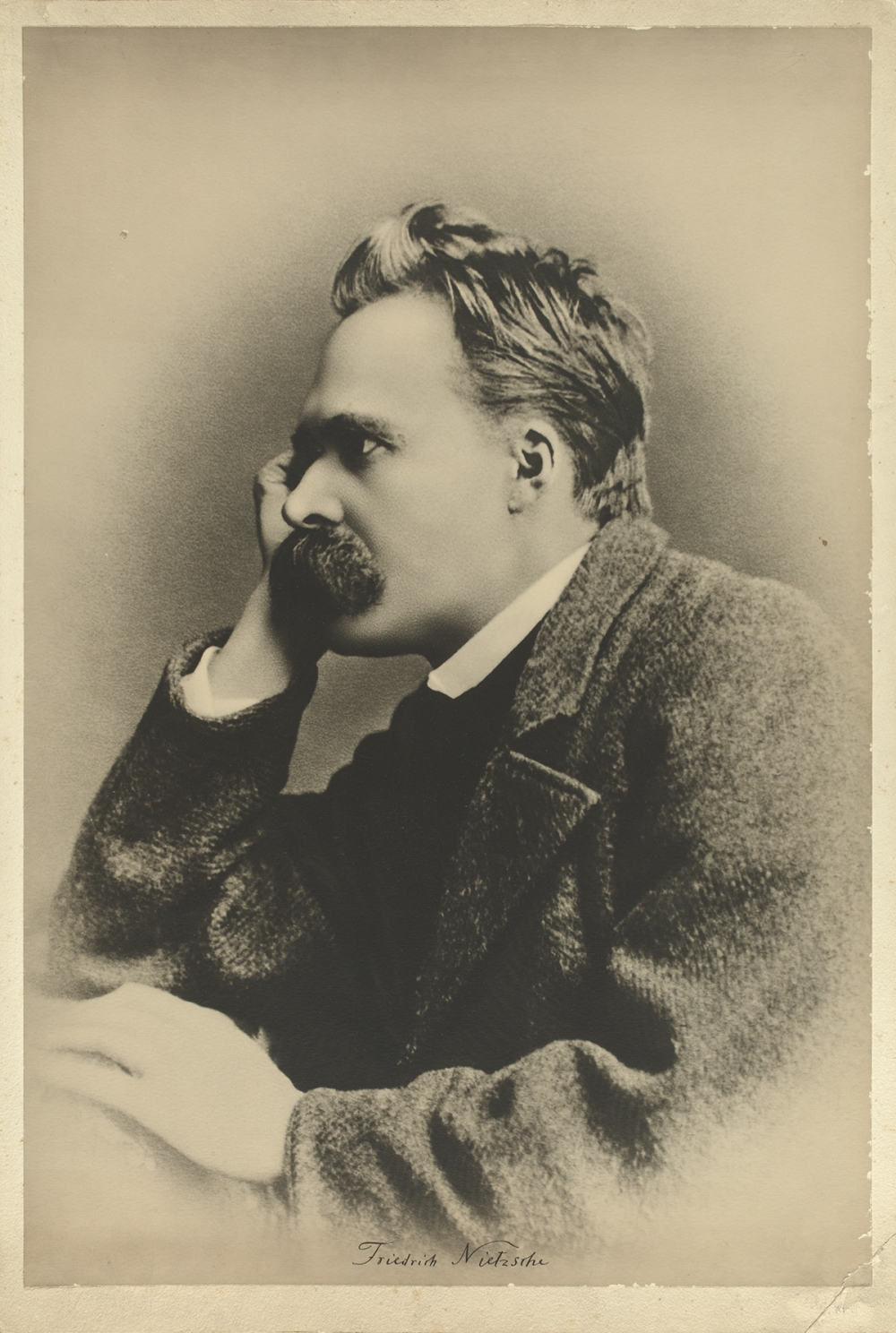
Retrato de Nietzsche, 1882 (Gustav Adolf Schultze)

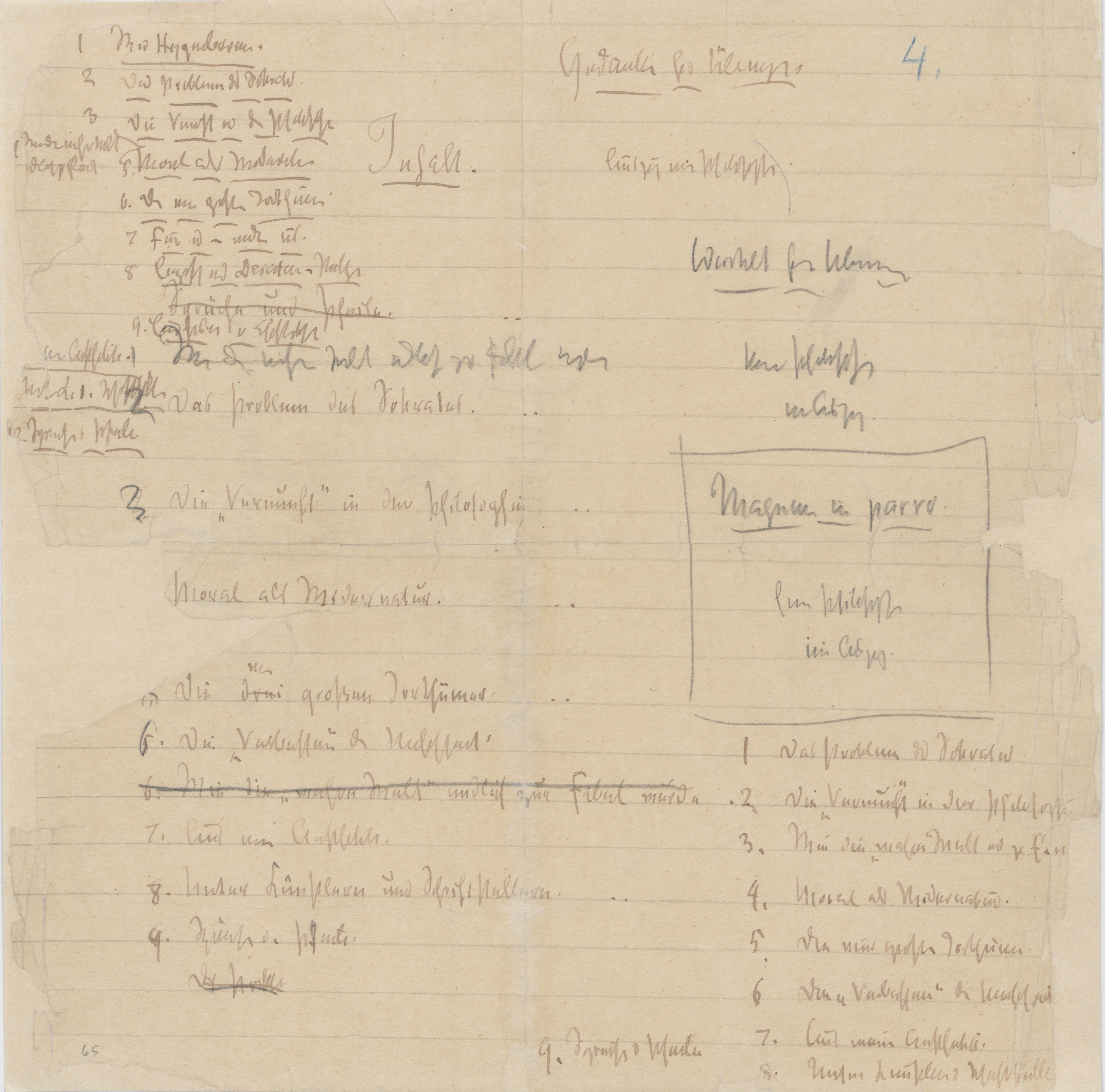
Plan para Magnum in parvo: Eine Philosophie im Auszug (Título do livro, nome e numeração dos doze capítulos) - Cadernos póstumos de Nietzsche - Pasta de folhas soltas - Mp-XVI-4,29 - maio a outubro de 1888 (http://www.nietzschesource.org/DFGA/Mp-XVI-4,29)

Magnum in parvo: Uma filosofia em compendio (1888), em alemão Magnum in parvo: Eine Philosophie im Auszug, é um projeto de obra de Friedrich Nietzsche (1844-1900) concebido em Sils im Engadin/Segl (Suíça) no final de agosto de 1888, o último verão da sua vida lúcida. 
Trata-se de um livro que o filósofo planeou como uma síntese rigorosa e precisa do seu malogrado projeto capital A Vontade de Poder, e no qual são abordados os temas-chave do seu pensamento. No entanto, uma súbita mudança de opinião, num contexto de crescente excitação mental que antecedeu o colapso psicofísico de Nietzsche, fez com que esta obra única viesse à luz não na sua forma unitária pretendida, mas dissolvida e misturada com outro material em dois livros separados: Crepúsculo dos Ídolos (1889) e O Anticristo (1894).
Em 2024, o professor Joaquín Riera Ginestar  traduziu, prefaciou e anotou a primeira edição conhecida de Magnum in parvo (Alianza Editorial, 2024) . Para a reconstrução científica da obra tal como Nietzsche a concebeu, o Professor Riera utilizou os fragmentos póstumos  e os manuscritos originais nietzschianos, estudados, sistematizados e editados criticamente por Giorgio Colli e Mazzino Montinari .
A edição de “Magnum in parvo” representa a recuperação de uma obra de notável valor filosófico e literário, mais bem acabada, no seu conjunto, do que os dois livros em que se encontrava dissolvida, pois permite aceder de forma clara, sintética e profunda a conceitos-chave do pensamento nietzschiano maduro como morte de Deus, niilismo, Além-homem, eterno retorno e amor fati.